# Anthony Quayle
John Anthony Quayle (ur. 7 września 1913 w Ainsdale w hrabstwie Lancashire, zm. 20 października 1989 w Londynie) – brytyjski aktor filmowy i teatralny nominowany w 1970 do Oscara za drugoplanową rolę w filmie Anna tysiąca dni (1969; reż. Charles Jarrott).
W czasie drugiej wojny światowej był majorem armii brytyjskiej. Był jednym z oficerów, którzy żegnali na lotnisku w Gibraltarze 4 lipca 1943 generała Władysława Sikorskiego, który zginął wówczas w katastrofie samolotu.
Od 1932 był aktorem londyńskiego teatru The Old Vic, a w latach 1948-56 był dyrektorem Royal Shakespeare Theatre. Występował także na scenach nowojorskich. W filmie zadebiutował jeszcze przed wojną, jednak jego filmowa kariera rozwinęła się dopiero pod koniec lat 50. W 1952 został odznaczony Orderem Imperium Brytyjskiego, a w 1985 otrzymał z rąk królowej tytuł szlachecki. Zmarł na raka wątroby w wieku 76 lat.

## Wybrana filmografia
- Hamlet (1948) jako Marcellus
- Niewłaściwy człowiek (1956, znany także pod tytułem Pomyłka) jako Frank O’Connor
- Bitwa o ujście rzeki (1956) jako komandor Harwood
- Działa Navarony (1961) jako major Roy Franklin
- Lawrence z Arabii (1962) jako pułkownik Harry Brighton
- Upadek Cesarstwa Rzymskiego (1964) jako Verulus
- Operacja Kusza (1965) jako Bamford
- Złoto MacKenny (1969) jako Anglik
- Anna tysiąca dni (1969) jako kardynał Wolsey
- Wszystko, co chcielibyście wiedzieć o seksie, ale baliście się zapytać (1972) jako król
- Wielkie nadzieje (1974) jako Jaggers
- Orzeł wylądował (1976) jako admirał Wilhelm Canaris
- Morderstwo na zlecenie (1979) jako sir Charles Warren
- Klucz do Rebeki (1985) jako Abdullah
- Tożsamość Bourne’a (1988) jako generał Villers
- Legenda o świętym pijaku (1988) jako Gentelman
- Buster (1988) jako sir James McDowell
- Król Wiatru (1989) jako lord Granville